# Moto Gelis
Moto Gelis is een historisch merk van motorfietsen.
Ze werden geproduceerd door Moto Gelis in Florida (Buenos Aires)
Het was een Argentijns merk dat in 1963 werd opgericht en tweetaktjes van 48 tot 246 cc bouwde met veel Italiaanse componenten.